# عبد الغني الشميري
عبد الغني نصر الشميري، هو سياسي وإعلامي يمني. درس الإعلام والعلوم السياسية، وشغل عديد المناصب خلال مسيرته المهنية، بدءًا من مدير عام مؤسسة الإذاعة والتلفزيون خلال الفترة 1995-1999، ثم رئيسًا للدائرة الإعلامية برئاسة الجمهورية خلال الفترة 1999-2001، قبل أن يشغل منصب رئيس قطاع التلفزيون في العام 2007. عُيّن مستشارًا إعلاميًا لنائب الرئيس السابق، كما عين عضوًا في مؤتمر الحوار الوطني، قبل تعيينه في يناير 2018 سفير مقيم لليمن في جاكرتا، بالإضافة إلى عمله كسفير غير مقيم لليمن لدى سنغافورة وبروناي وأستراليا. هو من مواليد 1964، مديرية مقبنة، عزلة ميراب، محافظة تعز، و حاصل على شهادة الدكتوراه من المغرب. توفي يوم السبت 10 أغسطس 2024 في مستشفى (MMC) بالعاصمة الإندونيسية جاكرتا إثر تعرضه لجلطة دماغية.